# Invincible (canción de OK Go)
«Invincible» es una canción de la banda originaria de Chicago, OK Go. Fue lanzado en 2006 en los Estados Unidos y Reino Unido como cuarto tema del álbum Oh No. La canción Do What You Want de su EP y su álbum sacado en 2005, Oh No, fue lanzado como sencillo en 2006 para las estaciones de radio de Estados Unidos.

## Vídeo musical
El vídeo musical fue filmado en 2006 para promocionar la canción. Dirigido por Michael Barnett y Damián Kulash, en él figuran los cuatro miembros de la banda tocando la canción frente a diferentes fondos de pantalla, conforme explotan objetos a cámara lenta. El video musical fue mostrado por primera vez el 14 de junio de 2006 en MySpace.

## Listado de las pistas

### U.S. promo CD single
- "Invincible" (Edit)
- "Invincible" (Album Version)